# Чемпіонат світу з футболу 1970 (кваліфікаційний раунд, КАФ)
У рамках відбіркового турніру до чемпіонату світу з футболу 1970 команди конфедерації КАФ змагалися за одне місце у фінальній частині чемпіонату світу з футболу 1970.
Уперше Африка отримала гарантоване місце у фінальній частині чемпіонату світу, що стало реакцією ФІФА на бойкот відбору на попередню світову першість африканськими командами через наявність квоти лише в одне місце у фінальній частині для всіх країн Африки, Азії та Океанії.
Загалом позмагатися за участь у чемпіонаті висловили бажання 13 африканських команд, однак заявки збірних Гвінеї і Заїру були відхилені ФІФА.

## Формат
Формат турніру для 11 збірних, допущених до кваліфікаціного раунду в конфедерації КАФ, складався із трьох раундів:
- Перший раунд: Гана отримала автоматичний прохід до Другого раунду, решту ж 10 команд було розподілено на п'ять пар, у кожній з яких визначалося по одному учаснику Другого раунду за сумою двох ігор, по одній на полі кожного із суперників.
- Другий раунд: Шість команд-учасниць розподілялися на три пари, у кожній з яких визначалося по одному учаснику Фінального раунду за сумою двох ігор, по одній на полі кожного із суперників.
- Фіанльний раунд: Три команди-учасниці змагалися за круговою системою. Кожна із команд грала із суперниками по руанду по дві гри, одній вдома і одній на виїзді. Переможець групового змагання виходив до фінальної частини чемпіонату світу.

## Відбірковий турнір

### Перший раунд
| Команда 1 | Заг.   | Команда 2 | 1-й матч | 2-й матч   |
| --------- | ------ | --------- | -------- | ---------- |
| Замбія    | 6–6    | Судан     | 4–2      | 2–4 (д.ч.) |
| Марокко   | 4–2    | Сенегал   | 1–0      | 1–2        |
| Алжир     | 1–2    | Туніс     | 1–2      | 0–0        |
| Нігерія   | 4–3    | Камерун   | 1–1      | 3–2        |
| Лівія     | 3–5    | Ефіопія   | 2–0      | 1–5        |
| Гана      | прохід |           |          |            |

| 27 жовтня 1968 |

| Замбія                                   | 4–2 | Судан          |
| ---------------------------------------- | --- | -------------- |
| Капенгве 14', 56' Капоса 58' Макваза 83' |     | Санто 26', 30' |

| Стадіон ім. Даґа Гаммаршельда, Ндола Арбітр: Філіпп Мутомбо (Заїр) |

| 8 листопада 1968 |

| Судан                                 | 4–2 | Замбія                  |
| ------------------------------------- | --- | ----------------------- |
| Ельшейх 38' Бахіт 76', 81' Санто 114' |     | Читалу 22' Капенгве 96' |

| Муніципальний Стадіон, Хартум Арбітр: Алі Канділь (Об'єднана Арабська Республіка) |

Рахунок за сумою двох матчів був нічийним 6:6, однак Судан вийшов до другого раунду завдяки більшій кількості голів, забитих у другій грі.
| 3 листопада 1968 |

| Марокко     | 1–0 | Сенегал |
| ----------- | --- | ------- |
| Бенхріф 72' |     |         |

| Стад д'Онор, Касабланка Арбітр: Хосе Марія Ортіс де Мендібіль (Іспанія) |

| 5 січня 1969 |

| Сенегал           | 2–1 | Марокко    |
| ----------------- | --- | ---------- |
| Діем 26' Діоп 32' |     | Акеспі 14' |

| Демба Діоп, Дакар Арбітр: Мамаду Мабель Ба Діарра (Малі) |

Рахунок за сумою двох матчів був нічийним 2:2. Було вирішено провести додаткову гру на нейтральному полі для визначення учасника другого раунду.
| 13 лютого 1969 |

| Марокко               | 2–0 | Сенегал |
| --------------------- | --- | ------- |
| Бамус 54' Хафнауї 60' |     |         |

| Естадіо Уніон Депортіво, Лас-Пальмас Арбітр: Гаспар Пінтадо Віу (Іспанія) |

Морокко вийшло до другого раунду завдяки перемозі у додатковій грі.
| 17 листопада 1968 |

| Алжир             | 1–2 | Туніс           |
| ----------------- | --- | --------------- |
| Аміруш 29' (пен.) |     | Шакрун 72', 80' |

| Ель-Аннассер, Алжир Арбітр: Роже Бард (Франція) |

| 29 грудня 1968 |

| Туніс | 0–0 | Алжир |
| ----- | --- | ----- |
|       |     |       |

| Стад ель-Менза, Туніс Арбітр: Фабіо Монті (Італія) |

Туніс вийшов до другого раунду.
| 7 грудня 1968 |

| Нігерія       | 1–1 | Камерун   |
| ------------- | --- | --------- |
| Агоговбія 47' |     | Овона 69' |

| Сурулерс, Лагос Арбітр: Філіп Робінсон (Ліберія) |

| 22 грудня 1968 |

| Камерун       | 2–3 | Нігерія              |
| ------------- | --- | -------------------- |
| Айо Бассанген |     | Офуокву Аніеке Ошоде |

| Стад Аква, Дуала Арбітр: Жозеф Бланшар Анго (Конго) |

Нігерія вийшла до другого раунду.
| 26 січня 1969 |

| Лівія                     | 2–0 | Ефіопія |
| ------------------------- | --- | ------- |
| Аль-Джахані 22' Кусса 49' |     |         |

| 11 червня, Триполі Арбітр: Ад-Діба (Об'єднана Арабська Республіка) |

| 9 лютого 1969 |

| Ефіопія              | 5–1 | Лівія    |
| -------------------- | --- | -------- |
| Фесеха Геремев Герма |     | Бен Соед |

| Стадіон Хайле Селассіє, Аддис-Абеба Арбітр: Ахмед Ель-Холі (Об'єднана Арабська Республіка) |

Ефіопія вийшла до другого раунду.

### Другий раунд
| Команда 1 | Заг. | Команда 2 | 1-й матч | 2-й матч   |
| --------- | ---- | --------- | -------- | ---------- |
| Туніс     | 2–2  | Марокко   | 0–0      | 0–0 (д.ч.) |
| Ефіопія   | 2–4  | Судан     | 1–1      | 1–3        |
| Нігерія   | 3–2  | Гана      | 2–1      | 1–1        |

| 27 квітня 1969 |

| Туніс | 0–0 | Марокко |
| ----- | --- | ------- |
|       |     |         |

| Стад ель-Менза, Туніс Арбітр: Мішель Кітабджян (Франція) |

| 18 травня 1969 |

| Марокко | 0–0 | Туніс |
| ------- | --- | ----- |
|         |     |       |

| Стад д'Онор, Касабланка Арбітр: Хуан Гардеасабаль Гарай (Іспанія) |

За сумою двох ігор була зафіксована нічия 0:0, тому для визначення учасника Фінального раунду було проведено додаткову гру на нейтральному полі.
| 13 червня 1969 |

| Марокко              | 2–2 | Туніс              |
| -------------------- | --- | ------------------ |
| Ханусі 27' Жарір 53' |     | Шаїбі 3' Шеман 87' |

| Стад Мунісіпаль, Марсель Арбітр: Мішель Кітабджян (Франція) |

Марокко пройшов до Фінального раунду завдяки жеребу (киданню монети).
| 4 травня 1969 |

| Ефіопія      | 1–1 | Судан         |
| ------------ | --- | ------------- |
| Менгісту 79' |     | Ель-Сагеїр 9' |

| Стадіон Хайле Селассіє, Аддис-Абеба Арбітр: Мохамед Туаті (Туніс) |

| 11 травня 1969 |

| Судан                        | 3–1 | Ефіопія   |
| ---------------------------- | --- | --------- |
| Гагарін 20', 60' Джагдул 80' |     | Асфав 65' |

| Муніципальний стадіон, Хартум Арбітр: Алі Канділь (Об'єднана Арабська Республіка) |

Судан вийшов до Фінального раунду.
| 10 травня 1969 |

| Нігерія               | 2–1 | Гана      |
| --------------------- | --- | --------- |
| Імасуен 62' Ошоде 64' |     | Анкра 18' |

| Ліберті Стедіум, Ібадан Арбітр: Юссу Н'Діає (Сенегал) |

| 18 травня 1969 |

| Гана    | 1–1 | Нігерія   |
| ------- | --- | --------- |
| Ола 41' |     | Гарба 19' |

| Аккра Спортс, Аккра Арбітр: Т'єдро Сі-Науну (Кот-д'Івуар) |

Нігерія вийшла до Фінального раунду.

### Фінальний раунд
| Місце | Команда | О | І | В | Н | П | Г+ | Г- | РГ |
| ----- | ------- | - | - | - | - | - | -- | -- | -- |
| 1     | Марокко | 5 | 4 | 2 | 1 | 1 | 5  | 3  | +2 |
| 2     | Нігерія | 4 | 4 | 1 | 2 | 1 | 8  | 7  | +1 |
| 3     | Судан   | 3 | 4 | 0 | 3 | 1 | 5  | 8  | −3 |

| 13 вересня 1969 |

| Нігерія      | 2–2 | Судан                     |
| ------------ | --- | ------------------------- |
| Окоє 7', 30' |     | Аббас 33' Хейрельсеїд 43' |

| Ліберті Стедіум, Ібадан Арбітр: Ураба Моханді (Алжир) |

| 21 вересня 1969 |

| Марокко                  | 2–1 | Нігерія    |
| ------------------------ | --- | ---------- |
| Ель-Філалі 50' Фарас 63' |     | Лаваль 53' |

| Стад д'Онор, Касабланка Арбітр: Роже Машен (Франція) |

| 3 жовтня 1969 |

| Судан                        | 3–3 | Нігерія                    |
| ---------------------------- | --- | -------------------------- |
| Аббас 33' Кока 70' Вахба 84' |     | Окоє 49' Іне 55' Опоне 72' |

| Муніципальний стадіон, Хартум Арбітр: Ауреліо Ангонезе (Італія) |

| 10 жовтня 1969 |

| Судан | 0–0 | Марокко |
| ----- | --- | ------- |
|       |     |         |

| Муніципальний стадіон, Хартум Глядачів: 18,020 Арбітр: Алі Канділь (Об'єднана Арабська Республіка) |

| 26 жовтня 1969 |

| Марокко                      | 3–0 | Судан |
| ---------------------------- | --- | ----- |
| El Filali 41' Jarir 76', 86' |     |       |

| Стад д'Онор, Касабланка Глядачів: 150,000 Арбітр: Меджор Джордж Лемпті (Гана) |

| 8 листопада 1969 |

| Нігерія                     | 2–0 | Марокко |
| --------------------------- | --- | ------- |
| Лаваль 67' (пен.) Okoye 82' |     |         |

| Ліберті Стедіум, Ібадан Арбітр: Сеюм Тарекегн (Ефіопія) |

Марокко кваліфікувався до фінальної частини чемпіонату світу.

## Бомбардири
4 голи
| - Гарба Окоє |

3 голи
| - Хуман Жарір - Еммент Капенгве - Бабікер Санто |

2 голи
| - Зерга Геремев - Асмерон Герма - Мохаммед Ель-Філалі | - Мохаммед Лаваль - Олумуїва Ошоде - Наср Ель-Дін Аббас | - Ісмаель Бахіт - Алі Гагарін - Еззедін Шакрун |

1 гол
| - Буалем Аміруш - Давід Айо - Д'єдонне Бассанген - Норбер Овона - Кебеда Асфав - Еммануель Фесеха - Менгісту Ворку - Абека Анкра - Еммануель Ола - Махмуд Аль-Джахані - Ахмед Бен Соед - Мохамед Кусса - Хассан Акеспі | - Дрісс Бамус - Бужемаа Бенхріф - Ахмед Фарас - Шеркауї Хафнауї - Мулай Ханусі - Джозеф Агоговбія - Пітер Аніеке - Сем Гарба - Себастьян Бродерік Імасуен - Сандей Іне - Августін Офуокву - Семюел Опоне - Еміль П'єр Діем | - Абдулає Махтар Діоп - Джадалла Хейрельсеїд - Хасабу Ель-Сагеїр - Абделькфі Ельшейх - Джагдул - Авад Кока - Башра Вахба - Тахар Шаїбі - Абдесселем Шеман - Годфрі Читалу - Санді Капоса - Діксон Макваза |